# Valentino
Valentino Garavani (Voghera, 11 de mayo de 1932), conocido simplemente como Valentino, es un diseñador de modas italiano, cuya marca Valentino SpA es una de las más prestigiosas del mundo.
También comercializa perfumes en colaboración con la compañía española Puig.

## Biografía
Bautizado como Valentino Clemente Ludovico Garavani en honor al actor Rodolfo Valentino, empezó a interesarse por la moda mientras estaba en la escuela de Voghera en Lombardía, Italia, cuando era aprendiz de su tía Rosa y de la diseñadora local Ernestina Salvadeo. A los 17 años, Valentino se trasladó a París para proseguir su interés con la ayuda de su madre Teresa de Biaggi y su padre Mauro Garavani. Allí estudió en la École des Beaux-Arts y en la Chambre syndicale de la Couture Parisienne.

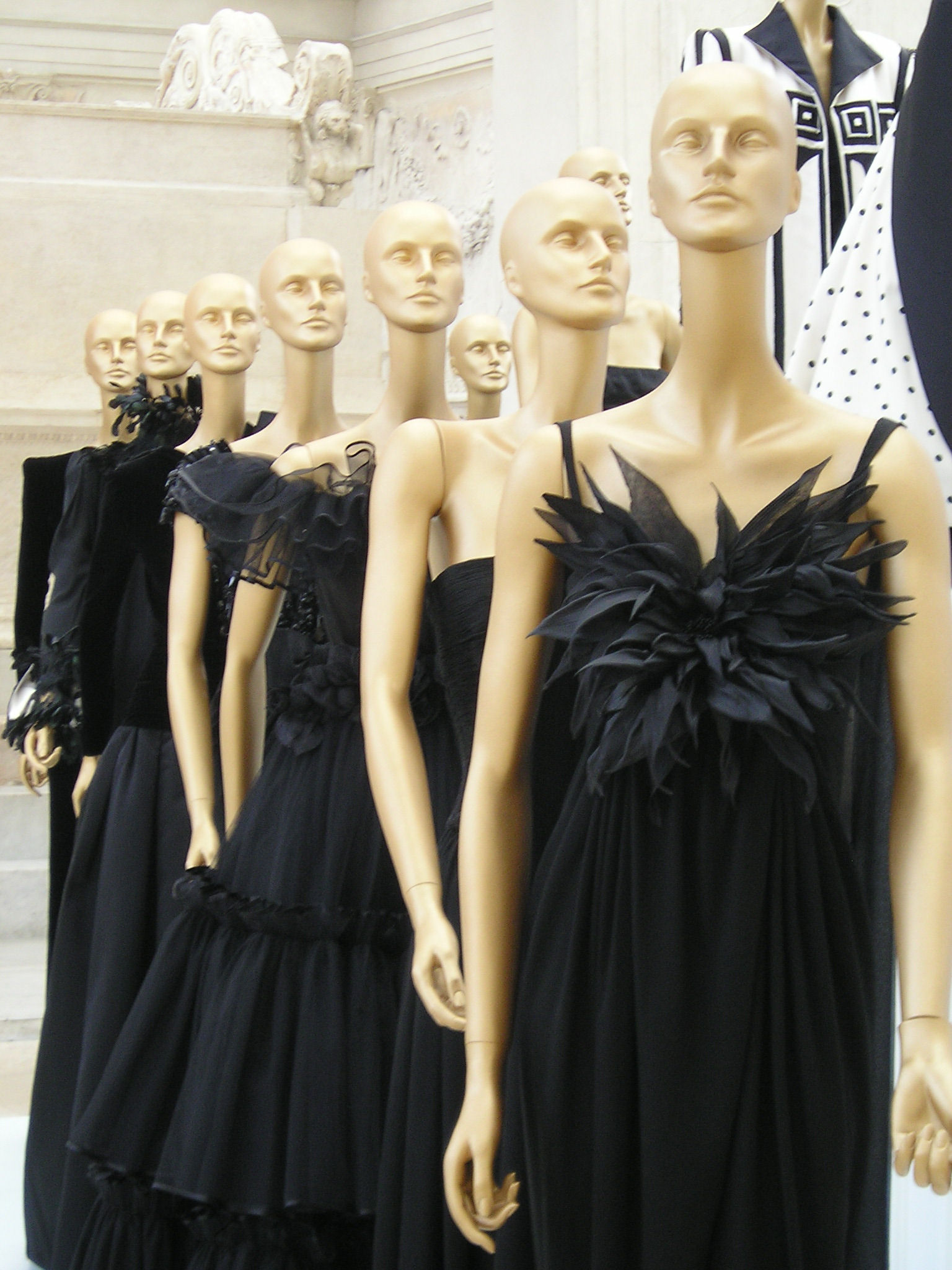
Colección de vestidos negros diseñados por Valentino.

Su primera oportunidad en la capital francesa fue con Jacques Fath y luego con Balenciaga. A continuación encontró trabajo con Jean Desses, donde tuvo la oportunidad de ayudarle a diseñar el icónico estilo de la condesa Jacqueline de Ribes. Después de ese trabajo, se unió a Guy Laroche por 2 años. Cuando terminó ese período, decidió volver a su país natal en 1959, donde montó su propia casa de modas en la Via Condotti, Roma, con el respaldo de su padre y un socio. Así inició su larga relación profesional con la ciudad de Roma. 

### Valentino y Jackie Kennedy
La relación entre el modisto y Jackie Kennedy empezó en 1964. Ella ya era una mujer muy elegante y muy conocida y, gracias, a esta nueva amistad, a Valentino le llegaron muchos más encargos y una mayor seguridad económica. Gracias a esto abrió un nuevo salón en Milan donde presentar sus colecciones.
En 1967 recibió el premio Neiman Markus Award y al poco tiempo trasladó su salón a un palacio del siglo XVIII situado en la misma calle.
A grandes rasgos, el estilo de Valentino puede resumirse como una continuación sin rupturas con la tradición de la alta costura del siglo XX. Es una alternativa al estilo andrógino y rectilíneo de Giorgio Armani y también a la exuberancia más atrevida de Karl Lagerfeld, John Galliano, Jean-Paul Gaultier y otros diseñadores más rompedores. Valentino insiste en la feminidad de la mujer, en resaltar su silueta y en emplear tejidos lujosos y colores vivos. Dentro de un alto nivel de acabado y calidades, Valentino es más bien conservador.
Hacia 1998, Valentino vendió su empresa pero siguió dirigiéndola. Sin embargo, pocos años después se rumoreó que planeaba retirarse. Finalmente lo hizo con un histórico desfile en París, el 23 de enero de 2008. Previamente, en el segundo semestre de 2007, con motivo de sus 45 años de carrera, el Ayuntamiento de Roma había ofrecido una muestra retrospectiva, a modo de homenaje, donde era posible revisar sus creaciones en un escenario excepcional, el Ara Pacis del emperador César Augusto.
En 2009 se estrenó la película Valentino: The Last Emperor, un documental rodado a lo largo de un año, que desvelaba la vida profesional y privada del diseñador. También hizo un cameo en la película El diablo se viste de Prada (2006) y en Zoolander 2 (2016)
A finales de 2011 lanzó, en colaboración con Puig, su nuevo perfume "Valentina" sustituyendo a sus dos anteriores perfumes "Valentino V" y "Rock and Rose". El spot publicitario fue protagonizado por la modelo danesa Freja Beha Erichsen y dirigido por Johan Renck.